# 棕背树蜥
棕背树蜥（学名：Calotes emma）为鬣蜥科树蜥属的爬行动物。分布于印度、缅甸、泰国以及中国大陆的广东、云南等地，多栖息于热带密林中或林下开阔地。其生存的海拔范围为80至1950米。

## 保护
本种于2023年被收录入《有重要生态、科学、社会价值的陆生野生动物名录》。